# Cinnamomum tetragonum
Cinnamomum tetragonum là loài thực vật có hoa trong họ Nguyệt quế. Loài này được A.Chev. miêu tả khoa học đầu tiên năm 1918.